# Croton dodecamerus
Croton dodecamerus là một loài thực vật có hoa trong họ Đại kích. Loài này được Gagnep. mô tả khoa học đầu tiên năm 1925.